# Doctor Detroit
Doctor Detroit es una comedia estadounidense de 1983, escrita por Bruce Jay Friedman, Carl Gottlieb y Robert Boris y dirigida por Michael Pressman. Los protagonistas principales son Dan Aykroyd, Howard Hesseman, Lynn Whitfield, Fran Drescher y Donna Dixon, y además hace una aparición especial James Brown. Fue la primera película en la que trabajó Dan Aykroyd después de la muerte de John Belushi, y la primera en que no comparte cabeza de cartel con otro actor. El 29 de abril de 1983 Dan Aykroyd se casó con su compañera de reparto Donna Dixon.

## Argumento
Clifford Skridlow es una persona friki e introvertida que trabaja como profesor de Literatura Comparada en la Universidad Monroe de Chicago, que pasa por dificultades económicas.
«Smooth» Walker es un proxeneta que debe 80,000 dólares a «Mom» (en español: Mamá), una arisca jefa de la Mafia. 
Para intentar escabullirse de la deuda, Walker se inventa a un falso mafioso, el extravagante «Doctor Detroit», un quiropráctico implacable que supuestamente está intentando invadir su territorio.  Un día, mientras está en un restaurante, ve a Clifford que está solo en una mesa y decide darle el papel del «Doctor». Acompañado de cuatro chicas que «trabajan» para él, Mónica, Jasmine, Karen y Thelma, se lleva a Clifford de fiesta y le da la mejor noche de su vida.  
A la mañana siguiente, mientras se encuentra en una reunión en su facultad, Clifford recibe una llamada telefónica de las chicas en la que descubre que ahora son ellas las que tienen el problema con «Mom», que «Smooth» se ha ido de la ciudad, y que según este último, ellas ahora «trabajan» para él. Clifford acepta interpretar el papel del Doctor Detroit para intentar ayudarlas a resolver su problema.
Por otro lado, los responsables de la Universidad Monroe están esperando recibir un donativo de las Industrias Rousehorn, que les será entregado por su director ejecutivo, Harmon Rousehorn. Su importe podría ser suficiente para que la Universidad pudiera seguir abierta.
Clifford da sus clases, corrige los trabajos de sus estudiantes, se encarga de un servicio de comida para una fiesta de su facultad y colabora en la recepción del director ejecutivo Rousehorn, mientras su otro yo como el Doctor Detroit tiene que encontrar una manera de librar a Thelma de una acusación por prostitución, mantener a «Mom» a raya, aparecer en el Players Ball, una fiesta anual para proxenetas donde será nombrado nuevo Rey del gremio, y simultáneamente acudir a la anual Cena para Alumnos de la Universidad Monroe.
«Mom» aparece en el Players Ball, donde llega a la conclusión de que el Doctor Detroit y el profesor Skridlow son la misma persona, y más tarde acaba por batirse en duelo con él delante de todos los académicos reunidos usando como armas pinchos para brocheta del tamaño de espadas.
Es derrotada, y finalmente las dos ceremonias se combinan dando como resultado una alegre y espectacular fiesta donde se revela cuál será el futuro de los personajes, incluida la boda de Clifford y Karen.

## Rodaje
La película se rodó en Chicago, en el campus de la Universidad del Noroeste en Evanston (Illinois), y en el campus de la Universidad del Sur de California y en el Hotel Biltmore, ambos en Los Ángeles, durante el verano de 1982. Su costo de producción se estimó en ocho millones de dólares, y recaudó unos 10,4 millones de dólares en los cines de los Estados Unidos. Se había anunciado una secuela, Doctor Detroit II - La ira de Mamá, que no llegó a rodarse (el título parodia el de Star Trek II: la ira de Khan). 

## Reparto
- Dan Aykroyd - Clifford Skridlow/Doctor Detroit
- Howard Hesseman - Smooth Walker
- Fran Drescher - Karen Blittstein
- Donna Dixon - Monica McNeil
- Lydia Lei - Jasmine Wu
- T. K. Carter - Diavolo Washington
- Lynn Whitfield - Thelma Cleland
- Kate Murtagh - «Mom»
- George Furth - Arthur Skridlow
- Nan Martin - Margaret Skridlow
- Peter Aykroyd - Sr. Frankman
- Glenne Headly - Señorita Debbylike
- Annabel Armour - Airline Clerk
- Robert O. Cornthwaite - Profesor Blount
- Parley Baer - Juez
- John Kapelos - Tipo de Rush Street
- James Brown - él mismo (Líder de la banda)
- Steven Williams - Junior Sweet
- Andrew Duggan - Harmon Rausehorn
- Peter Elbling - Guptor

## Banda sonora
Lista de canciones
1. «Theme from Doctor Detroit» - Devo  3:10
2. «Hold Him» - Pattie Brooks, Dan Aykroyd  3:22
3. «King of Soul» - James Brown  2:40
4. «Yo Skridlow» - T.K. Carter, Dan Aykroyd  4:40
5. «Working Girls» - Pattie Brooks, Dan Aykroyd  4:48
6. «Get Up Offa That Thing/Doctor Detroit» - James Brown  3:23
7. «Luv-Luv» - Devo  3:36
8. «You Are the One» - Pattie Brooks  4:05
9. «Get It on and Have a Party» - Pattie Brooks  6:09